# D'Angelo & Antenucci-Nippo/2011
Deze pagina geeft een overzicht van de D'Angelo & Antenucci-Nippo-wielerploeg in 2011.

## Algemeen
Algemeen manager: Alberto Elli
Ploegleiders: Hiroshi Daimon, Fabrizio Fabbri, Primo Franchini
Fietsmerk: Kyklos

## Renners
| Naam                      | Geboortedatum | Nationaliteit | Ploeg 2010      |
| ------------------------- | ------------- | ------------- | --------------- |
| Danilo Andrenacci         | 07-02-1978    | Italië        |                 |
| Luca Ascani               | 29-06-1983    | Italië        |                 |
| Fortunato Baliani         | 06-07-1974    | Italië        | Miche           |
| Simone Campagnaro         | 31-05-1986    | Italië        | Miche           |
| Manuel Fedele (vanaf 1-8) | 03-10-1986    | Italië        | Neo             |
| Henry Frusto              | 14-04-1986    | Italië        | Neo             |
| Masaaki Kikuchi           | 09-04-1986    | Japan         | Team Nippo      |
| Ryohei Komori             | 26-09-1988    | Japan         | Neo, EQADS      |
| Giuseppe Muraglia         | 03-08-1979    | Italië        |                 |
| Bernardo Riccio           | 21-03-1985    | Italië        |                 |
| Maximiliano Richeze       | 07-03-1983    | Argentinië    | geen            |
| Miguel Ángel Rubiano      | 03-10-1984    | Colombia      | Meridiana-Kamen |
| Junya Sano                | 03-11-1988    | Japan         | Team Nippo      |
| Davide Torosantucci       | 03-11-1981    | Italië        |                 |
| Kohei Uchima              | 08-11-1988    | Japan         | Neo             |
| Aleksandr Zdanov          | 18-01-1985    | Rusland       | Neo             |
| Stagiairs                 |               |               |                 |
| Hideto Nakane             | 02-05-1990    | Japan         |                 |
| Kenichi Sakakibara        | 11-02-1991    | Japan         |                 |

## Overwinningen
| Ronde van San Luis 6e etappe: Miguel Ángel Rubiano King's Cup 1 2e etappe: Ryohei Komori Ronde van Zuid-Afrika 4e etappe: Davide Torosantucci 5e etappe: Bernardo Riccio 7e etappe: Bernardo Riccio | Ronde van Kumano Proloog: Maximiliano Richeze 2e etappe: Fortunato Baliani Eindklassement: Fortunato Baliani Ronde van Slowakije 1e etappe: Maximiliano Richeze 3e etappe: Miguel Ángel Rubiano 6e etappe: Maximiliano Richeze 7e etappe: Maximiliano Richeze | Brixia Tour Eindklassement: Fortunato Baliani Ronde van Hokkaido 3e etappe: Junya Sano 4e etappe: Miguel Ángel Rubiano GP Campagnolo Winnaar: Maximiliano Richeze |

2008 · 2009 · 2010 · 2011 · 2012 · 2013 · 2014 · 2015 · 2016